# Bonnie Franklin
Bonnie Gail Franklin (Santa Mónica, California, 6 de enero de 1944 - Los Ángeles, California, 1 de marzo de 2013) fue una actriz estadounidense conocida por su actuación en la serie One Day at a Time. A lo largo de su carrera fue nominada a un Emmy, un Tony y a un Globo de Oro

## Biografía

### Primeros años y estudios
Franklin nació el 6 de enero en Santa Mónica, California, y fue hija de Claire Hersch y Samuel Benjamin Franklin: inversor de la banca. Rusa por parte paterna y rumana por materna, sus padres eran inmigrantes judíos.
A los 13 años se mudó con su familia a Beverly Hills, y en 1961 se graduó en el instituto de Beverly Hills. Más tarde asistiría al Smith College donde interpretaría el musical producido por el Amherst College Good News como novata. Finalmente se matriculó en UCLA.

### Carrera
A los nueve años debutó en televisión en el programa The Colgate Comedy Hour. También apareció en The Wrong Man de Alfred Hitchcock de 1956 aunque no fue acreditada. Durante los años 60 interpretó a una adolescente en el cortometraje educativo: You're the Judge que trataba sobre el crisco y que estuvo patrocinado por Procter & Gamble. En 1970 debutaría en Broadway en el musical Applause con el que fue nominada a un Tony. También actuó en el teatro Paper Mill Playhouse de Millburn en las obras George M! Y A Thousand Clowns.
Durante su carrera en la pequeña pantalla, fue protagonista invitada en varias series televisivas como El agente de CIPOL y en Gidget (en esta última, como actriz habitual). También dirigió varios episodios de Charles in Charge. En 2011 volvería a coincidir en Hot in Cleveland con quien fuera compañera de reparto en One Day at a Time: Valerie Bertinelli.
Su papel más conocido es quizá el personaje de Mrs. Ann Romano de la mencionada serie que estuvo en antena desde 1975 hasta 1984. En abril de 2011, aparte de Bertinelli, se encontró con los demás compañeros de reparto para llevarse el premio "Innovators Award" que otorga TV Land, la cual informó en su web: 

El Innovator Award es un premio que se le hace entrega a aquella serie televisiva que llega a nuevos horizontes, que trata temas importantes del día y que ayuda a definir el género. One Day at a Time es una serie cómica y dramática que saca a relucir temas considerados tabú como las relaciones prematrimoniales, el suicidio y el acoso sexual entre otras y que ha derribado los muros para que otras producciones hagan lo mismo. El creador y guionista Norman Lear produjo esta serie durante nueve temporadas a través de la CBS desde 1975 al 84 y que contó con actores como Bonnie Franklin, Valerie Bertinelli, Mackenzie Phillips, Barbara Cooper y Julie Cooper.

En 1988 hizo presencia en los teatros de Pensilvania: Bucks County y Pocono Playhouse donde aparecería en Annie Get Your Gun. En el mismo año, coincidió con Tony Musante en el Teatro de Artes de Westside, Manhattan en la obra Frankie and Johnny in the Clair de Lune de Terrence McNally. Diez años después actuaría en el Public Theater de Pittsburg en ¿Quién teme a Virginia Woolf?. Un año antes actuó en el Ford Theater de Washington D. C. en All I Really Need to Know I Learned in Kindergarten. En 2005 actuaría junto a Bruce Weitz en Overland Park, Kansas en 2 Across. También hizo de Ouiser en el Rubicon Theater de Ventura, California en la producción de Magnolias de acero.
A mediados y a finales de los años 2000 apareció en una docena de proyectos producidos por la CCAP en el Gran Los Ángeles. Durante la temporada 2006-07 apareció en la serie dramática Toy in the Attic y en 2008 en Broadway Bound de Neil Simon.
El 28 de abril de 2012 fue una de las artistas que aparecieron en la gala benéfica presentada por STAGE en el teatro Saban para recaudar fondos en la investigación contra el SIDA. Tanto Franklin como varios actores que participaron en musicales interpretaron canciones, de las cuales, la actriz interpretó una de la obra Applause.
Sus últimos trabajos fueron en la serie The Young and the Restless en el que apareció en varios episodios. En 2013 debía actuar en El año del pensamiento mágico en el Ensemble Theatre Company, pero fue descarta por encontrarse indispuesta.

### Vida personal
En 1967 estuvo casada con el dramaturgo Ronald Sossi hasta 1970 cuando contrajo matrimonio con el productor Marvin Minoff durante 29 años hasta el fallecimiento de este el 11 de noviembre de 2009. No tuvo hijos en ninguno de los matrimonios.

### Fallecimiento
El 24 de septiembre de 2012 un portavoz de la familia comunicó que Franklin padecía un cáncer pancreático y que estaba bajo tratamiento. Finalmente falleció el 1 de marzo de 2013 en su casa de Los Ángeles por complicaciones en su estado.

## Filmografía
| Año       | Título                                          | Papel                | Notas |
| --------- | ----------------------------------------------- | -------------------- | --- |
| 1954      | Shower of Stars                                 | Susan Cratchit       | Episodio: "A Christmas Carol" |
| 1956      | The Wrong Man                                   | Joven                | |
| 1956      | The Kettles in the Ozarks                       | Betty                | |
| 1959      | A Summer Place                                  | Joven del dormitorio | |
| 1964      | Mr. Novak                                       | Sally                | 2 episodios |
| 1965      | Invisible Diplomats                             | Trudy                | |
| 1965      | Profiles in Courage                             | Deborah              | Episodio: "Prudence Crandall" |
| 1965      | Karen                                           | Charlotte Burns      | Episodio: "Holiday in Ski Valley" |
| 1965      | El agente de CIPOL                              | Peggy Durrance       | Episodio: "The Gazebo in the Maze Affair" |
| 1965      | Gidget                                          | Jean                 | 2 episodios |
| 1965-1966 | Please Don't Eat the Daisies                    | Dorie                | 2 episodios |
| 1966      | The Munsters                                    | Janice               | Episodio: "Herman's Sorority Caper" |
| 1974      | The Law                                         | Bobbie Stone         | |
| 1977      | The Love Boat                                   | Stacy Skogstad       | Exmujer del Ct. Stubbing: "The Captain and the Lady/One If by Land/Centerfold" |
| 1978      | A Guide for the Married Woman                   | Shirley              | |
| 1979      | Breaking Up Is Hard to Do                       | Gail                 | |
| 1980      | Portrait of a Rebel: The Remarkable Mrs. Sanger | Margaret Sanger      | |
| 1983      | Your Place or Mine?                             | Alexandra            | |
| 1975-1984 | One Day at a Time                               | Ann Romano           | 208 episodios Premiada - TV Land Award - Innovator Award (2012) Nominada - Premio Emmy (Mejor actriz de reparto) (1982) Nominada - Golden de Oro (Mejor actriz en serie de televisión) (1982-1983) Nominada -TV Land Award - The "She Works Hard for the Money" Award (Papel de Madre trabajadora) (2007) Nominada -TV Land Award (Mujer del año) (2008) |
| 1987      | Sister Margaret and the Saturday Night Ladies   | Hermana Margaret     | |
| 1994      | Burke's Law                                     | Theresa St. Claire   | Episodio: "Who Killed the Soap Star?" |
| 1996      | Almost Perfect                                  | Mary Ryan            | 2 episodios |
| 2000      | Touched by an Angel                             | Carol Anne Larkin    | Episodio: "Reasonable Doubt" |
| 2011      | Hot in Cleveland                                | Agnieszka            | Episodio: "Bad Bromance" |
| 2012      | The Young and the Restless                      | Hermana Celeste      | Cameo |